# Charles-Joachim Colbert de Croissy
Pour les articles homonymes, voir Colbert.
Pour les autres membres de la famille, voir Famille Colbert.
Charles-Joachim Colbert de Croissy, né le 11 juin 1667 à Paris et mort le 8 avril 1738, est un évêque français.

## Biographie

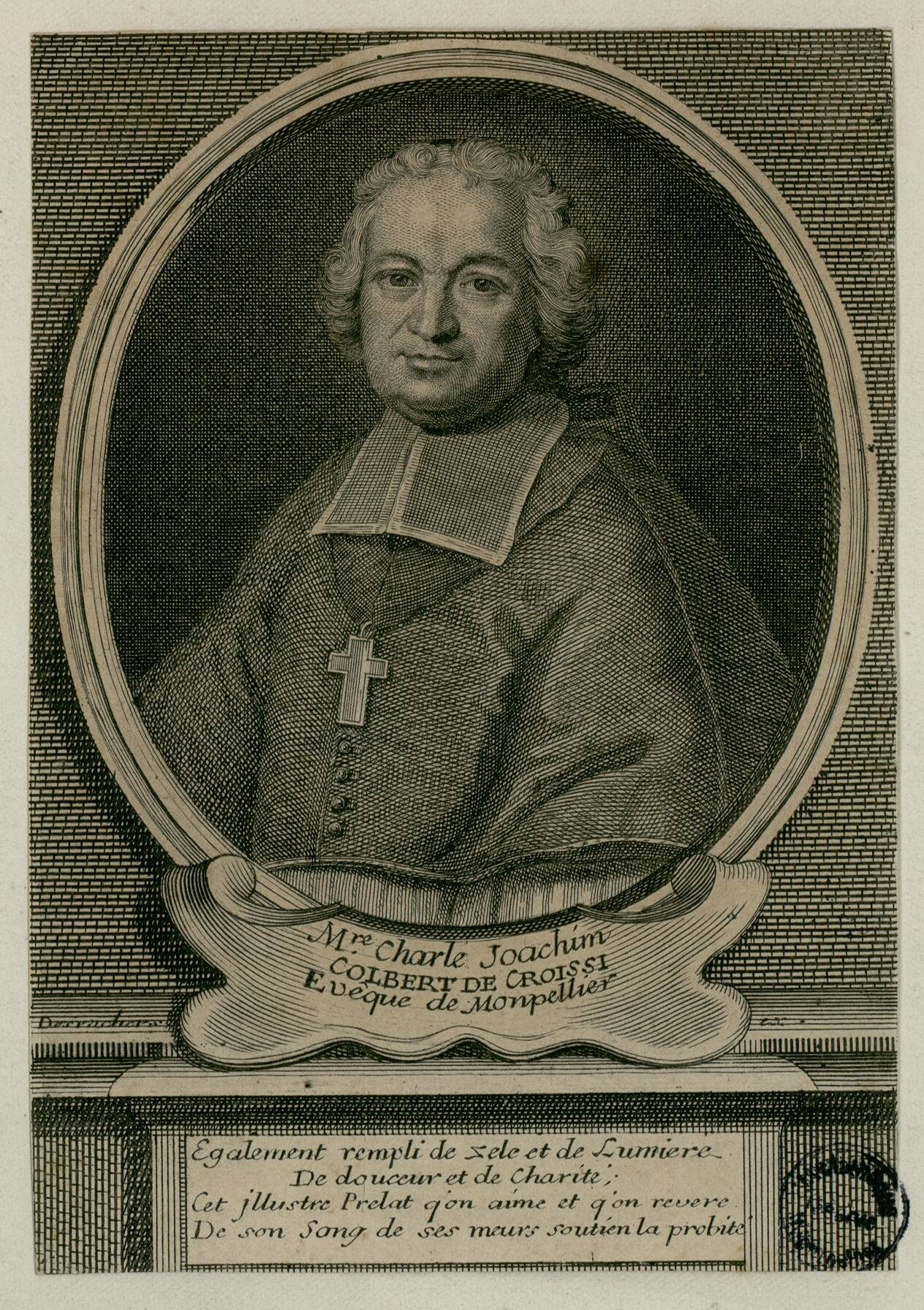
Étienne Jehandier Desrochers, Charles-Joachim Colbert de Croissy, gravure

Charles-Joachim Colbert de Croissy est le second fils de Charles Colbert de Croissy, marquis de Croissy, intendant d'Alsace, ambassadeur à Londres, secrétaire d'État aux Affaires étrangères et ministre d'État, et de son épouse, Marguerite Béraud. Il est le neveu de Jean-Baptiste Colbert. Sa naissance sera suivie de celle de cinq frères et sœurs.
Ordonné prêtre le 22 décembre 1691, agent général du clergé de France en 1693, il est nommé dès le 1er novembre ou  2 novembre 1696 par Louis XIV et confirmé évêque de Montpellier le 14 janvier 1697. Il fait rédiger le Catéchisme de Montpellier par le père François-Aimé Pouget. Il se montre ardent janséniste. Ses écrits sont condamnés à Rome. Il tance vertement le baron Bonnier de La Mosson qui vit en concubinage avec une danseuse de l'Opéra. Celui-ci se taira longtemps avant de remettre le prélat à sa place.
Il devient membre cofondateur de l'Académie royale des sciences de Montpellier en 1706.
Le mandement qu'il rédige au sujet de l'appel qu'il interjeta conjointement avec les évêques de Mirepoix, Pierre de La Broue ;  de Senez, Jean Soanen ; et de Boulogne, Pierre de Langle, au futur Concile général d'Embrun en 1727 de la Constitution du Saint-Père le Pape Clément XI, est publié à Paris chez François Babuty à l'enseigne de Saint-Chrysostome, rue Saint-Jacques, en 1717.
Il est un des évêques appelants du 20 mars 1717 qui vit la Constitution par la bulle Unigenitus, avec privilège du roi, le 6 avril 1717.
Un hommage lui sera rendu par Henri de Barbeyrac le 1er juin 1711.
Sa tombe se situe au pied de l'autel dans l'ancienne chapelle Saint Charles, Place Albert 1er à Montpellier. L'église est aujourd'hui devenue la Maison des Chœurs de la ville.

## Œuvre
Charles-Joachim Colbert est le mandant du Catéchisme de Montpellier : Instructions Générales en Forme de Catéchisme , ou l'on explique en abrégé par l'Ecriture Sainte et par la Tradition, l'Histoire et les Dogmes de la Religion, la Morale Chrétienne, les Sacremens, les Prières, les Cérémonies, et les Usages de l'Eglise , imprimées par Ordre de Messire Charles Joachim Colbert, Evêque de Montpellier, à l'usage des  Anciens et des Nouveaux Catholiques de son Diocèse, et de tous ceux qui sont chargés de leur instruction, avec deux catéchismes abrégés, à l'usage des Enfants.

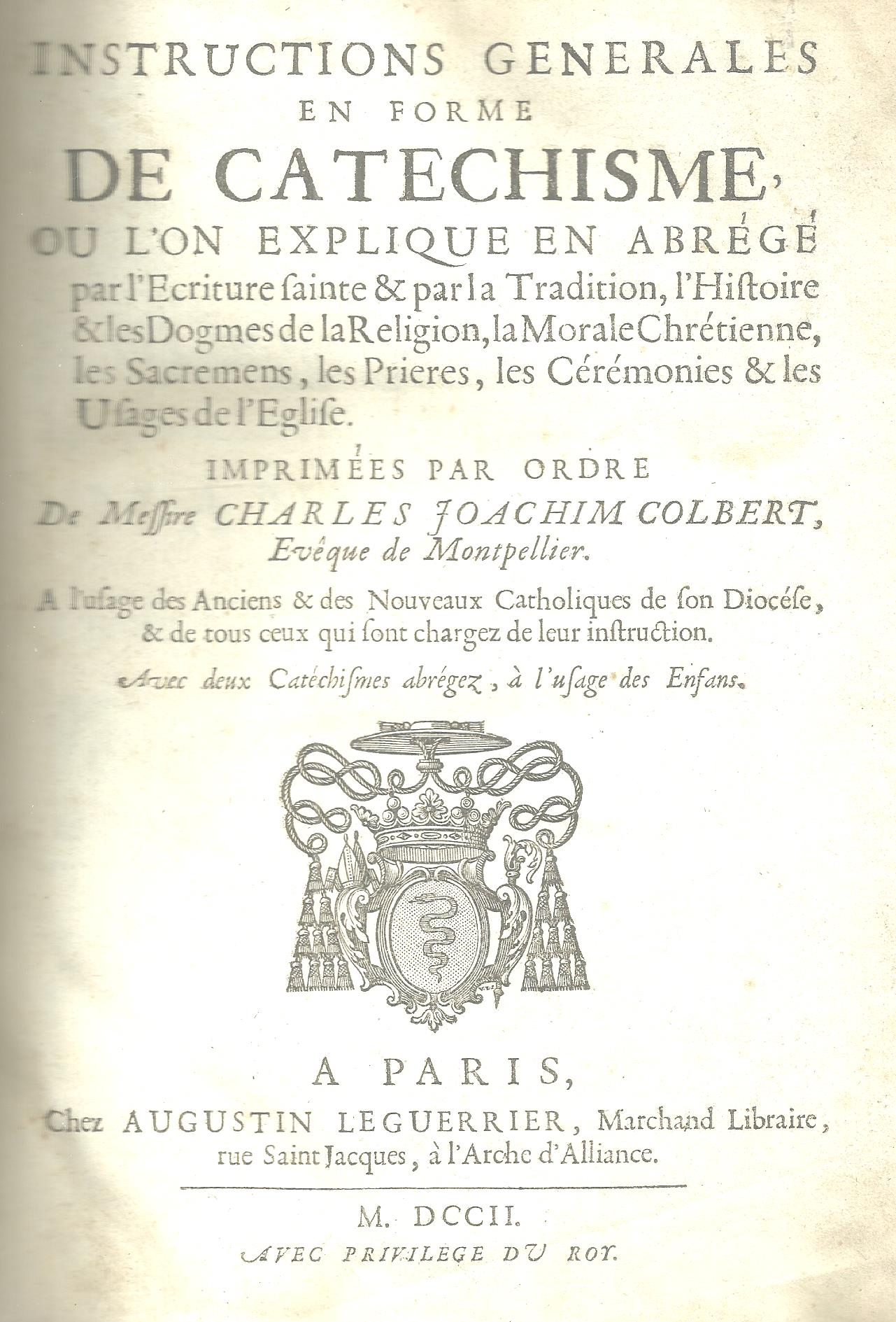
Page de titre

Le texte est écrit par François-Aimé Pouget (1666-1723), prêtre à Montpellier. L'édition de 1702 en un seul volume, constitue sans doute l'édition originale, à Paris chez Augustin Leguerrier, texte sur deux colonnes, format in-4° (25 x 19 cm), nombre de pages : XVIII-2-583-1-76.

## Armoiries
« D'or à la couleuvre ondoyante en pal d'azur ».

## Iconographie
- Jean Raoux, Charles-Joachim Colbert de Croissy, 1738-1739, huile sur toile, Montpellier, musée du Vieux Montpellier.